# Prelà
Prelà là một đô thị ở tỉnh Imperia trong vùng Liguria, tọa lạc khoảng 100 km về phía tây nam của Genova và khoảng 9 km về phía tây bắc của Imperia. Tại thời điểm ngày 31 tháng 12 năm 2004, đô thị này có dân số 497 người và diện tích là 15,4 km².
Prelà giáp các đô thị sau: Borgomaro, Carpasio, Dolcedo, Montalto Ligure, và Vasia.